# NGC 7796
NGC 7796 (również PGC 73126) – galaktyka eliptyczna (E), znajdująca się w gwiazdozbiorze Feniksa. Odkrył ją John Herschel 11 września 1836 roku.